# Montzéville
Pour les articles homonymes, voir Montzéville (homonymie).
Montzéville est une commune française située dans le département de la Meuse, en région Grand Est.

## Géographie

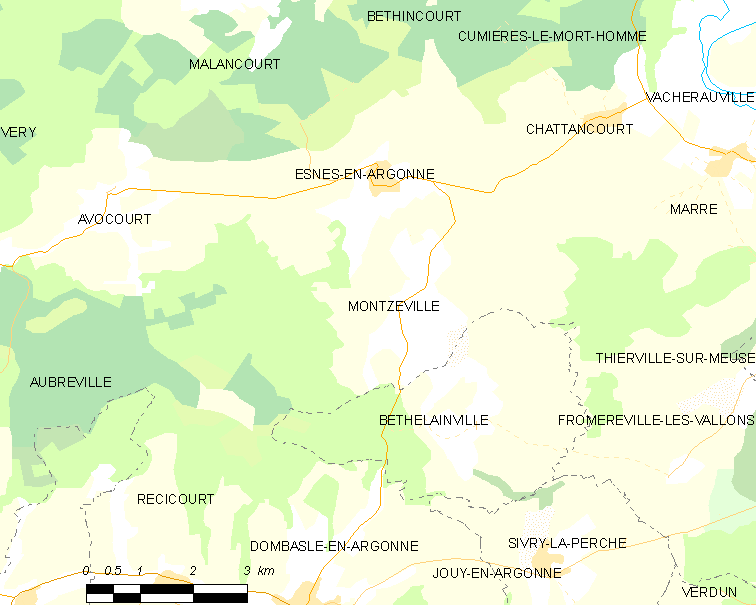
Carte de la commune.
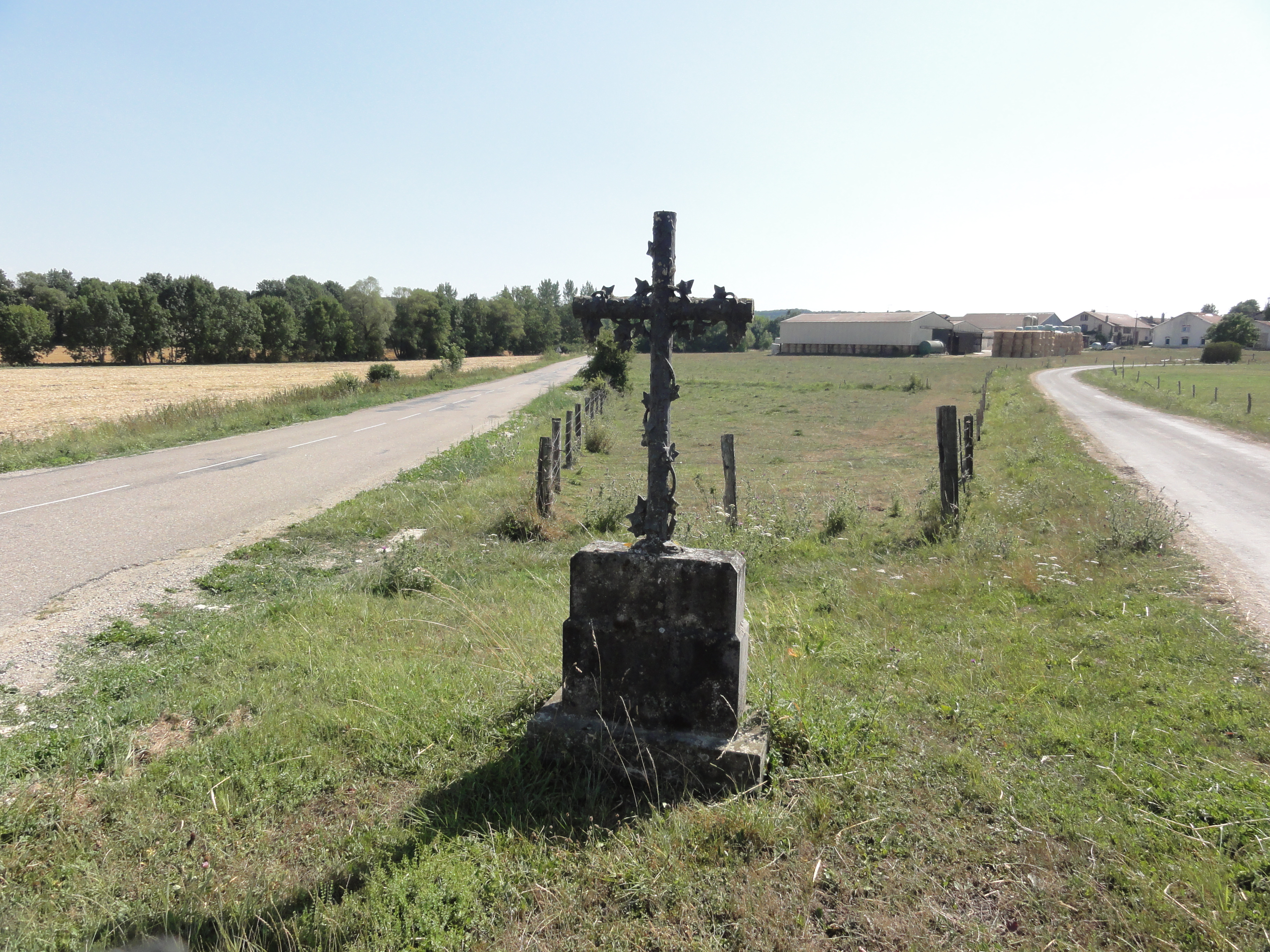
Paysage avec croix.

| Esnes-en-Argonne    | Esnes-en-Argonne | Chattancourt   |
| Esnes-en-Argonne    | Montzéville      | Béthelainville |
| Dombasle-en-Argonne | Béthelainville   | Béthelainville |

### Hydrographie
La commune est traversée par la ligne de partage des eaux entre les bassins versants de la Meuse et de la Seine au sein respectivement du bassin Rhin-Meuse et du bassin Seine-Normandie. Elle est drainée par le ruisseau de Montzeville,.

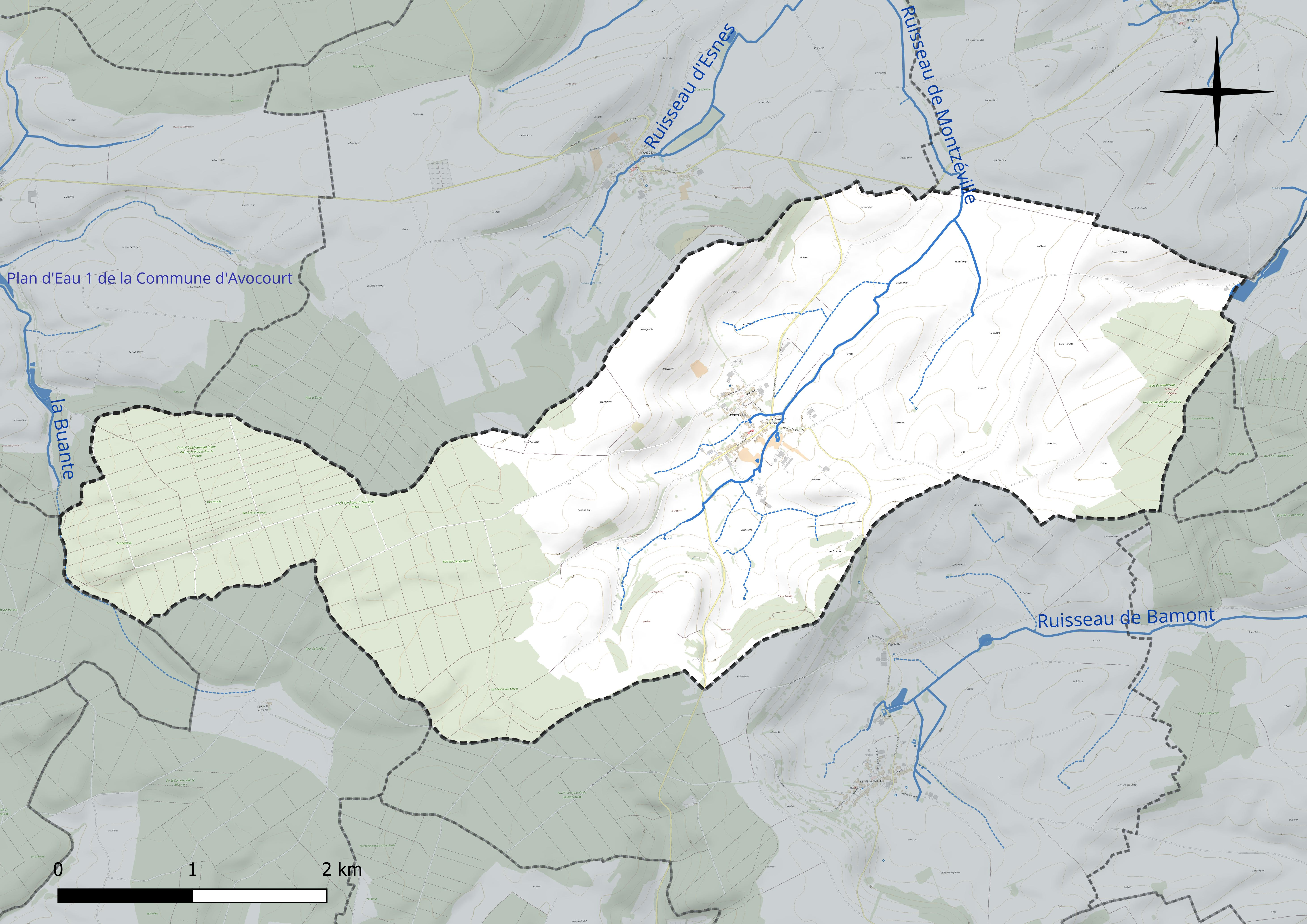
Réseau hydrographique de Montzéville.

### Climat
Pour des articles plus généraux, voir Climat du Grand Est et Climat de la Meuse.
En 2010, le climat de la commune est de type climat de montagne, selon une étude du Centre national de la recherche scientifique s'appuyant sur une série de données couvrant la période 1971-2000. En 2020, Météo-France publie une typologie des climats de la France métropolitaine dans laquelle la commune est exposée à un climat océanique altéré et est dans la région climatique  Lorraine, plateau de Langres, Morvan, caractérisée par un hiver rude (1,5 °C), des vents modérés et des brouillards fréquents en automne et hiver. 
Pour la période 1971-2000, la température annuelle moyenne est de 9,6 °C, avec une amplitude thermique annuelle de 16 °C. Le cumul annuel moyen de précipitations est de 984 mm, avec 14,1 jours de précipitations en janvier et 9,5 jours en juillet. Pour la période 1991-2020, la température moyenne annuelle observée sur la station météorologique de Météo-France la plus proche, « Aubréville_sapc », sur la commune d'Aubréville à 11 km à vol d'oiseau, est de 10,9 °C et le cumul annuel moyen de précipitations est de 854,3 mm. 
La température maximale relevée sur cette station est de 41,8 °C, atteinte le 25 juillet 2019 ; la température minimale est de −15,7 °C, atteinte le 20 décembre 2009,,. 
Les paramètres climatiques de la commune ont été estimés pour le milieu du siècle (2041-2070) selon différents scénarios d'émission de gaz à effet de serre à partir des nouvelles projections climatiques de référence DRIAS-2020. Ils sont consultables sur un site dédié publié par Météo-France en novembre 2022.

## Urbanisme

### Typologie
Au 1er janvier 2024, Montzéville est catégorisée commune rurale à habitat dispersé, selon la nouvelle grille communale de densité à sept niveaux définie par l'Insee en 2022.
Elle est située hors unité urbaine. Par ailleurs la commune fait partie de l'aire d'attraction de Verdun, dont elle est une commune de la couronne,. Cette aire, qui regroupe 103 communes, est catégorisée dans les aires de moins de 50 000 habitants,.

### Occupation des sols
L'occupation des sols de la commune, telle qu'elle ressort de la base de données européenne d’occupation biophysique des sols Corine Land Cover (CLC), est marquée par l'importance des territoires agricoles (65 % en 2018), une proportion identique à celle de 1990 (65 %). La répartition détaillée en 2018 est la suivante : 
terres arables (49 %), forêts (34,9 %), prairies (10,4 %), zones agricoles hétérogènes (5,6 %), milieux à végétation arbustive et/ou herbacée (0,1 %). L'évolution de l’occupation des sols de la commune et de ses infrastructures peut être observée sur les différentes représentations cartographiques du territoire : la carte de Cassini (XVIIIe siècle), la carte d'état-major (1820-1866) et les cartes ou photos aériennes de l'IGN pour la période actuelle (1950 à aujourd'hui).

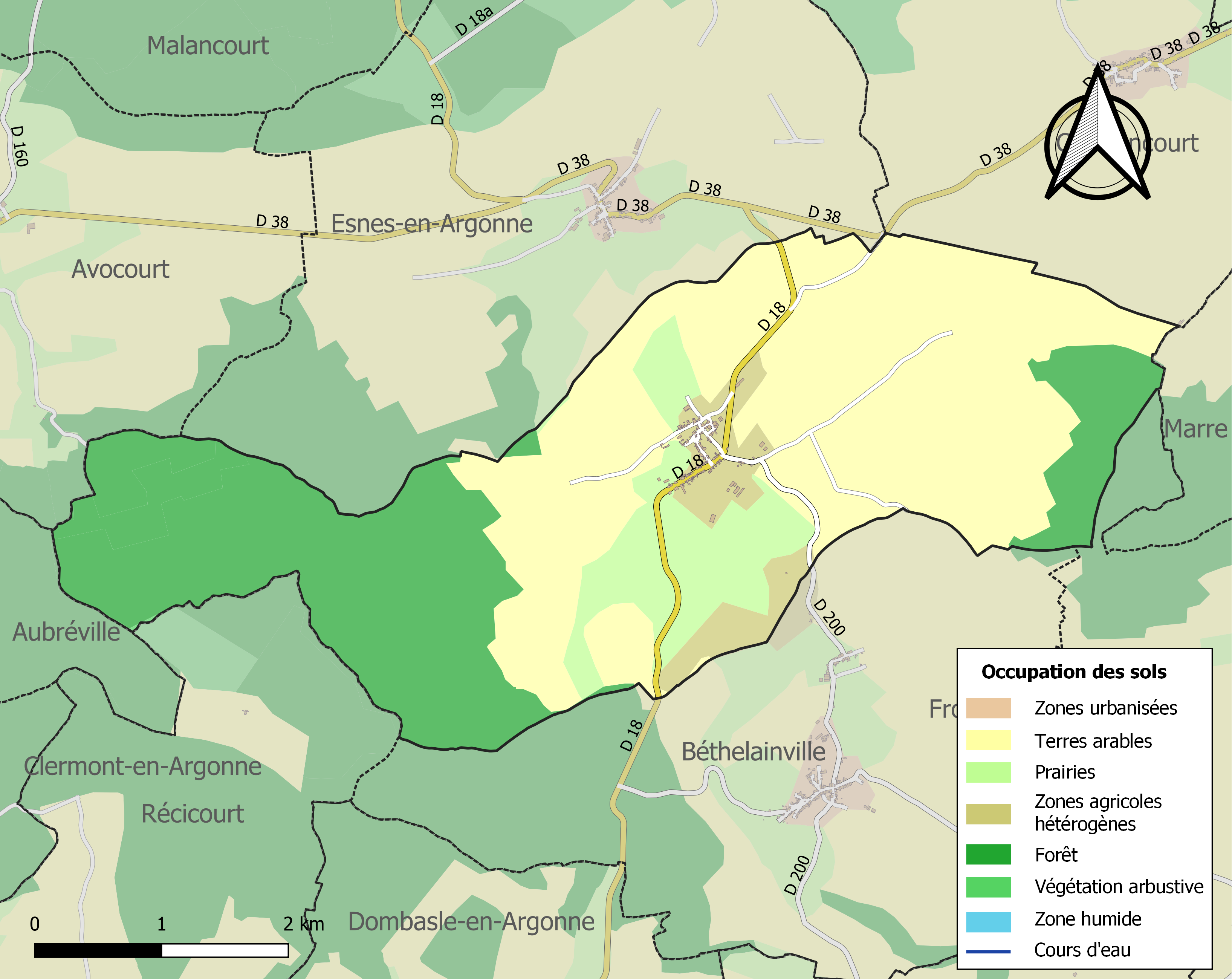
Carte des infrastructures et de l'occupation des sols de la commune en 2018 (CLC).

## Toponymie
Le nom de la localité est attesté sous les formes Amouzei-villa et Flaviniacus (940) ; Amensei-villa (952) ; Amonzei-villa (952) ; Amoncei-villa (962) ; Amorrei-villa (980) ; Amonsei-villa (1047) ; Villa Amonseia (1049) ; Amonzeyville (1424) ; Monzeville (1515) ; Monzenville (1549) ; Monzeyville (1549) ; « En la ville d’Amouzeville en la prévosté des Montignons » (1564) ; « Mousseville en la prévôté de Montignon » (1564) ; Moussainville (1564) ; Monzevilla (1738).

Formes avec aphérèse de a initial où le prélatin alismantia « rivière boueuse » est associé à « villa ». Il s'agit donc d'un « village sur un ruisseau boueux ».

Les habitants de Montzéville sont appelés des Montzévilloises et Montzévillois.

## Politique et administration
| Période                                  | Période                   | Identité                                        | Étiquette | Qualité     |
| ---------------------------------------- | ------------------------- | ----------------------------------------------- | --------- | ----------- |
| Les données manquantes sont à compléter. |                           |                                                 |           |             |
| mars 2001                                | mars 2014                 | André Conti                                     |           |             |
| mars 2014                                | En cours (au 24 mai 2020) | Patrick Magisson Réélu pour le mandat 2020-2026 |           | Agriculteur |

## Démographie
L'évolution du nombre d'habitants est connue à travers les recensements de la population effectués dans la commune depuis 1793. Pour les communes de moins de 10 000 habitants, une enquête de recensement portant sur toute la population est réalisée tous les cinq ans, les populations de référence des années intermédiaires étant quant à elles estimées par interpolation ou extrapolation. Pour la commune, le premier recensement exhaustif entrant dans le cadre du nouveau dispositif a été réalisé en 2008.

En 2022, la commune comptait 154 habitants, en évolution de −1,28 % par rapport à 2016 (Meuse : −4,4 %, France hors Mayotte : +2,11 %).
| 1793 | 1800 | 1806 | 1821 | 1831 | 1836 | 1841 | 1846 | 1851 |
| ---- | ---- | ---- | ---- | ---- | ---- | ---- | ---- | ---- |
| 676  | 685  | 670  | 665  | 714  | 692  | 688  | 691  | 656  |

| 1856 | 1861 | 1866 | 1872 | 1876 | 1881 | 1886 | 1891 | 1896 |
| ---- | ---- | ---- | ---- | ---- | ---- | ---- | ---- | ---- |
| 633  | 636  | 612  | 556  | 577  | 555  | 546  | 530  | 493  |

| 1901 | 1906 | 1911 | 1921 | 1926 | 1931 | 1936 | 1946 | 1954 |
| ---- | ---- | ---- | ---- | ---- | ---- | ---- | ---- | ---- |
| 479  | 471  | 440  | 207  | 254  | 231  | 212  | 214  | 188  |

| 1962 | 1968 | 1975 | 1982 | 1990 | 1999 | 2006 | 2008 | 2013 |
| ---- | ---- | ---- | ---- | ---- | ---- | ---- | ---- | ---- |
| 202  | 165  | 170  | 160  | 146  | 165  | 170  | 172  | 158  |

| 2018 | 2022 | - | - | - | - | - | - | - |
| ---- | ---- | - | - | - | - | - | - | - |
| 155  | 154  | - | - | - | - | - | - | - |

## Culture locale et patrimoine

### Lieux et monuments

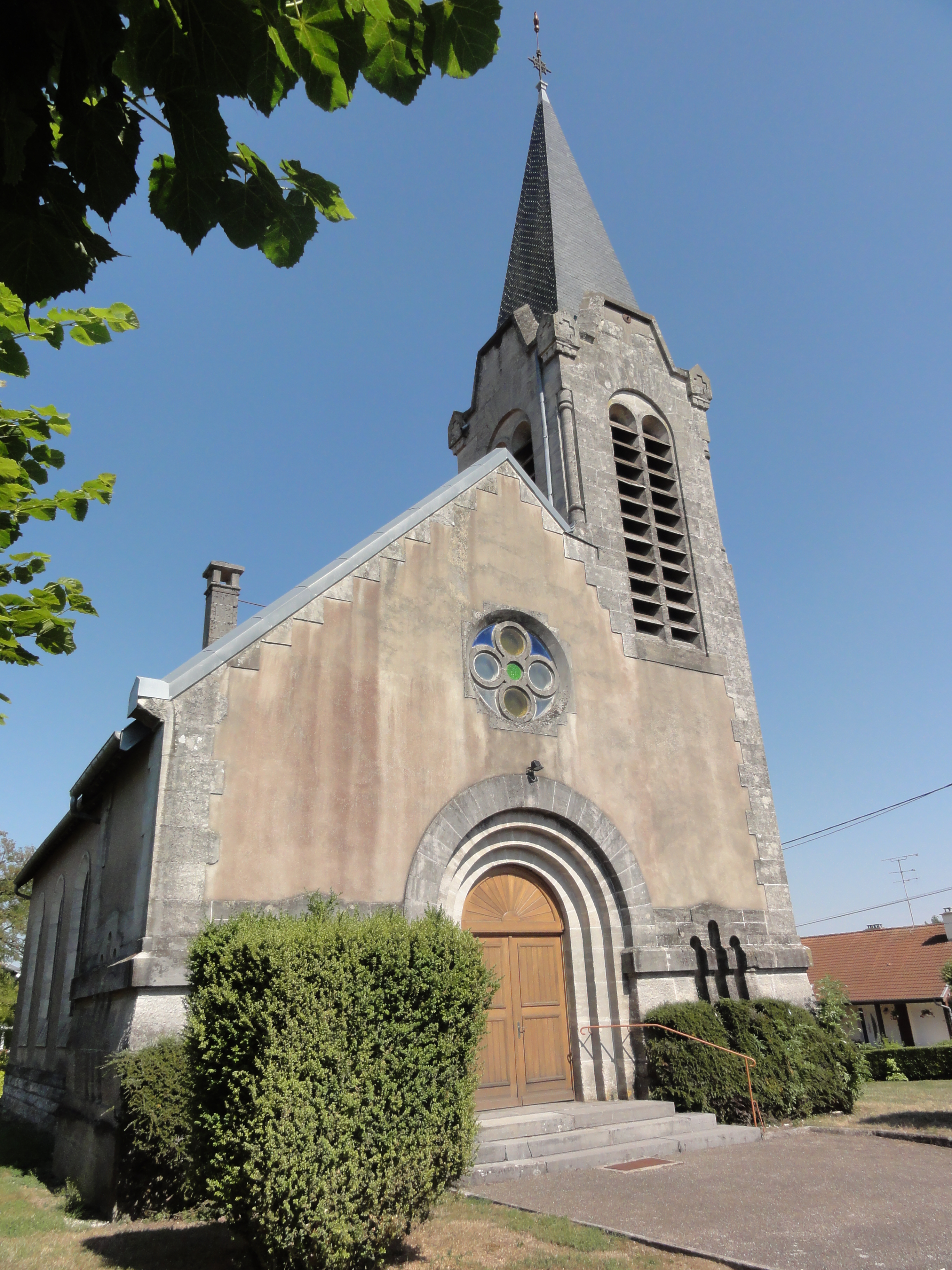
Église de la Nativité-de-la-Sainte-Vierge.
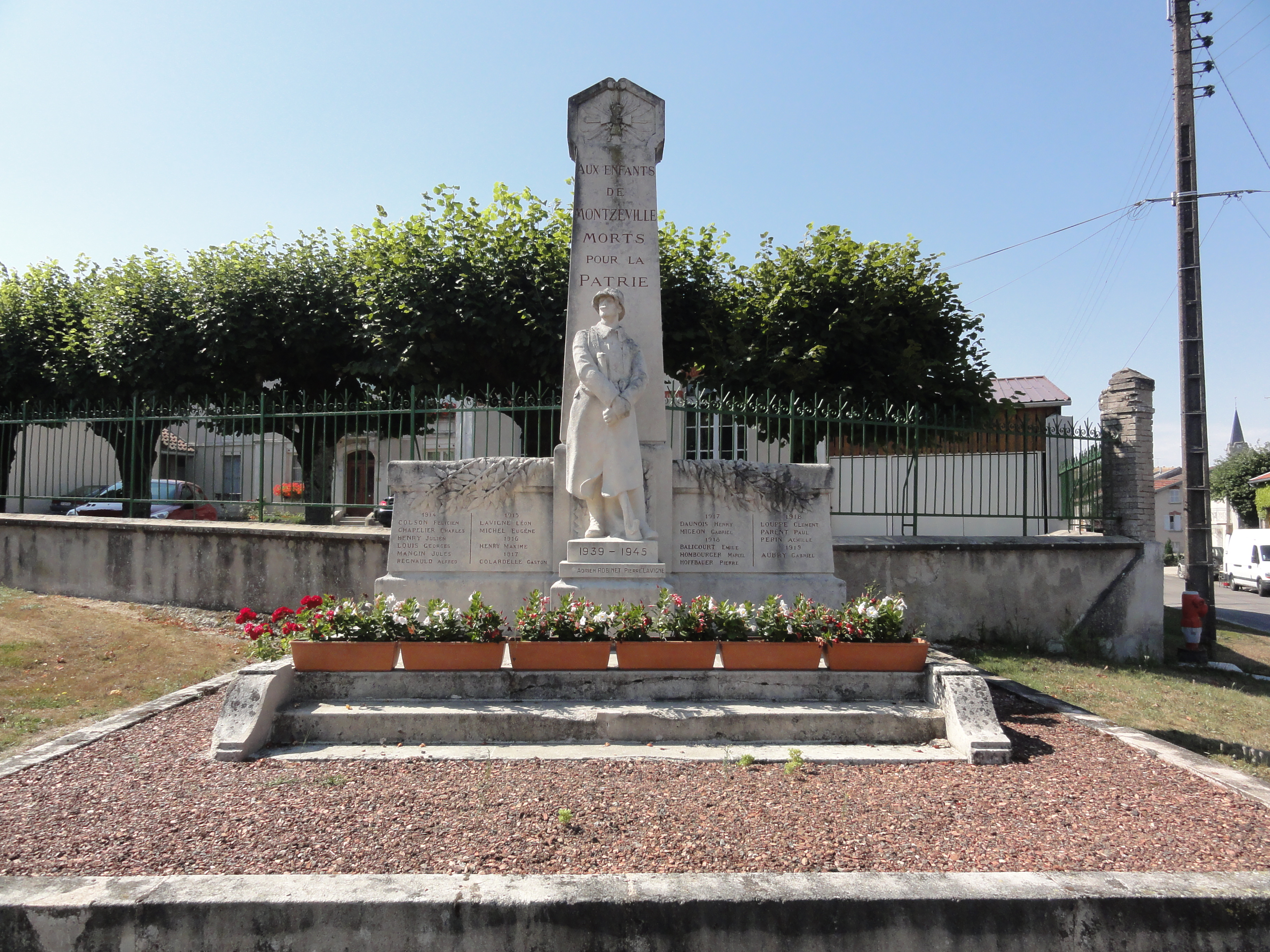
Monument aux morts.
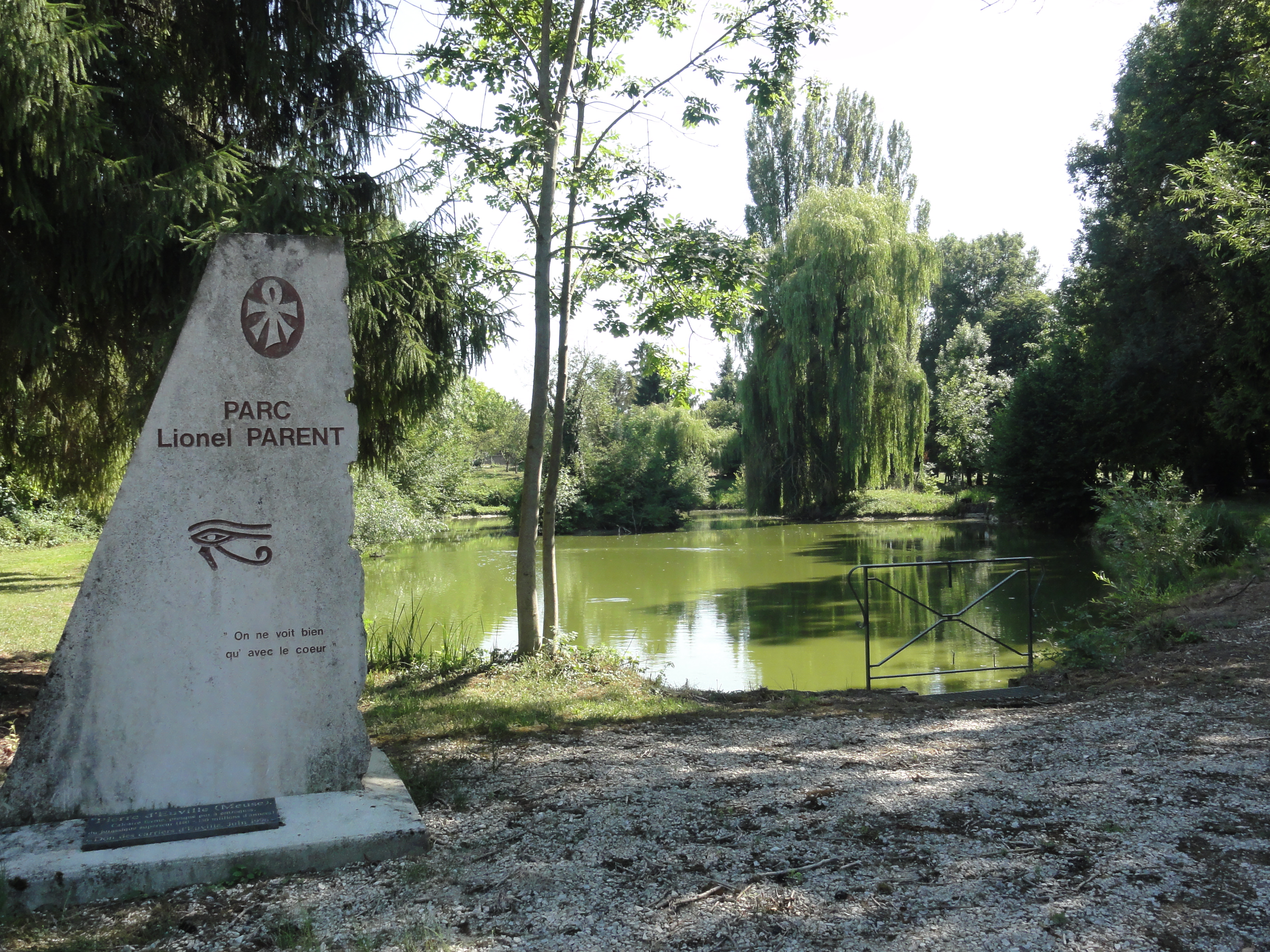
Parc Lionel Parent.

- Église de la Nativité-de-la-Sainte-Vierge.
- Monument aux morts.
- Parc Lionel Parent.

### Personnalités liées à la commune
- Didier de La Cour (1550-1623), religieux bénédictin.

### Héraldique
| Blason de Montzéville | Blason  | Parti d'or à la bande de gueules chargée de trois alérions d'argent et de gueules au bâtiment à la tour d'argent à senestre maçonné et ouvert de sable, soutenu par cinq tertres de sinople bordés d'or, 2,1,2. Le tout soutenu par une champagne d'azur chargée de deux roues de moulin d'or. Pointé enté d'argent chargé d'un annelet de gueules. |
| Blason de Montzéville | Détails | Adopté le 23 mars 2017. |